# Handley Page Victor
Handley Page Victor je bil britanski štirimotorni reaktivni bombnik iz obdobja hladne vojne. Zasnovalo in proizvajalo ga je podjetje Handley Page Aircraft Company. Victor je bil tretji in zadnji V-bombnik, ostala dva sta bila Avro Vulcan in Vickers Valiant. Leta 1968 so ga prenehali uporabljati kot jedrski bombnik, je pa ostal v uporabi kot konvencionalni bombnik do leta 1993. Victor se je uporabljal tudi kot leteči tanker, dokler ga nista nadomestila Vickers VC10 in Lockheed Tristar. 

## Specifikacije(Handley Page Victor B.1)
Podatki iz Handley Page Aircraft since 1907;Barnes 1976, p. 529.
Splošne karakteristike
- Posadka: 5
- Dolžina: 114 ft 11 in (35,05 m)
- Razpon kril: 110 ft 0 in (33,53 m)
- Višina: 28 ft 1½ in (8.57 m)
- Teža praznega letala: 89030 lb (40468 kg)
- Maks. vzletna teža: 205000 lb (93182 kg)
- Pogon letala: 4 × Armstrong Siddeley Sapphire A.S.Sa.7 turboreaktivni motor, 11050 lbf (49,27 kN) vsak

 Zmogljivost 
- Maks. hitrost: 627 mph (545 vozlov, 1,009 km/h) na višini 36000 ft (11000 m)
- Doseg: 6000 milj (5217 nmi, 9660 km)
- Višina leta: 56000 ft (17000 m)

Oborožitev

- Dp 35 × 450 kg bomb ali
- 1× prostopadajoča jedrska bomba